# St. Peter und Paul (Weyarn)

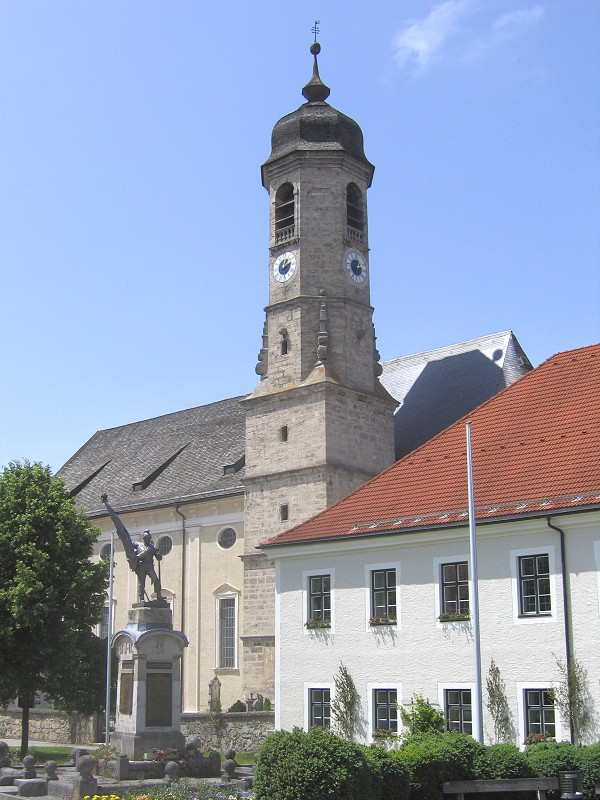
St. Peter und Paul in Weyarn

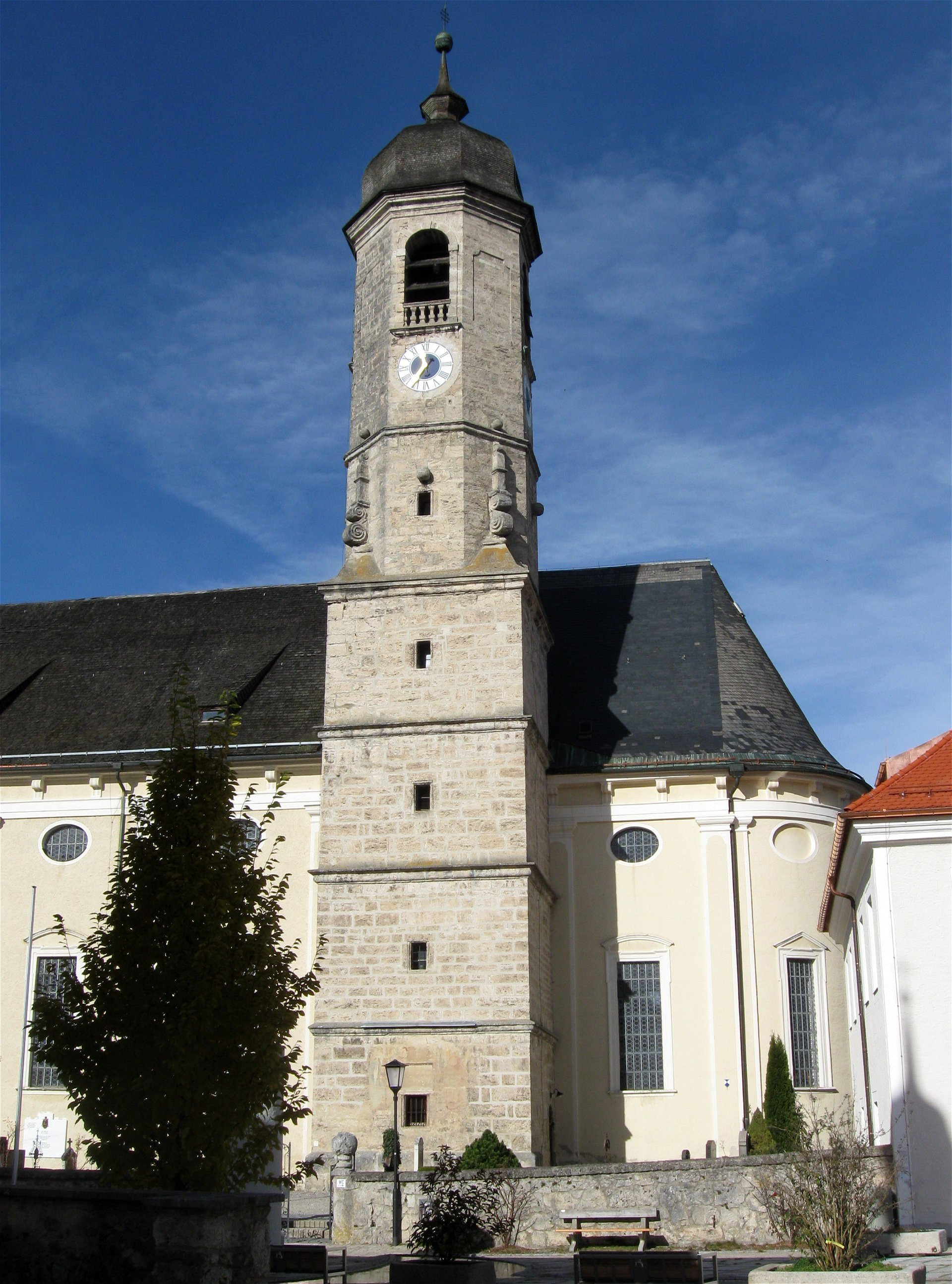
Kirchturm

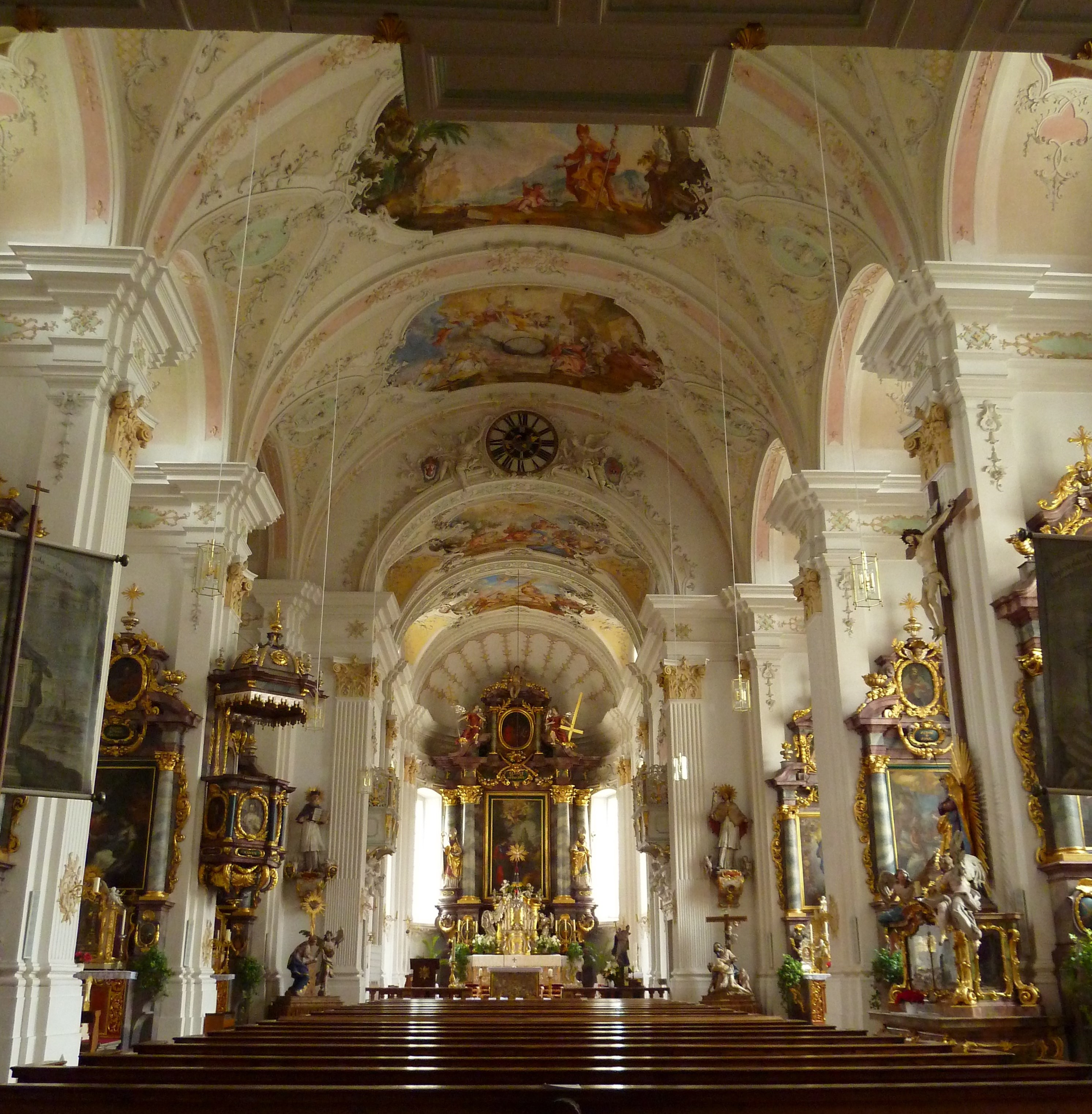
Innenansicht

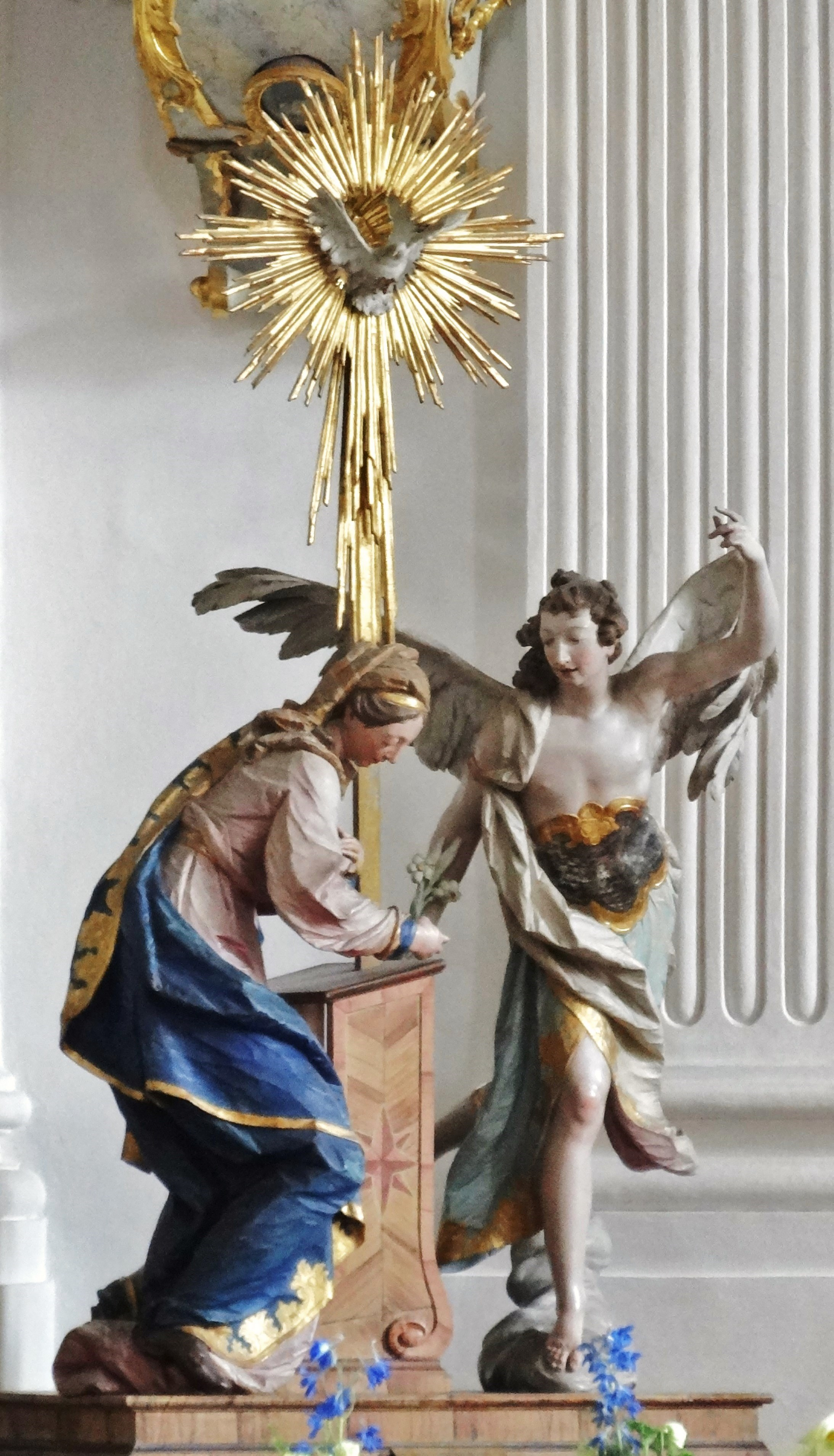
Verkündigung von Ignaz Günther, 1764.

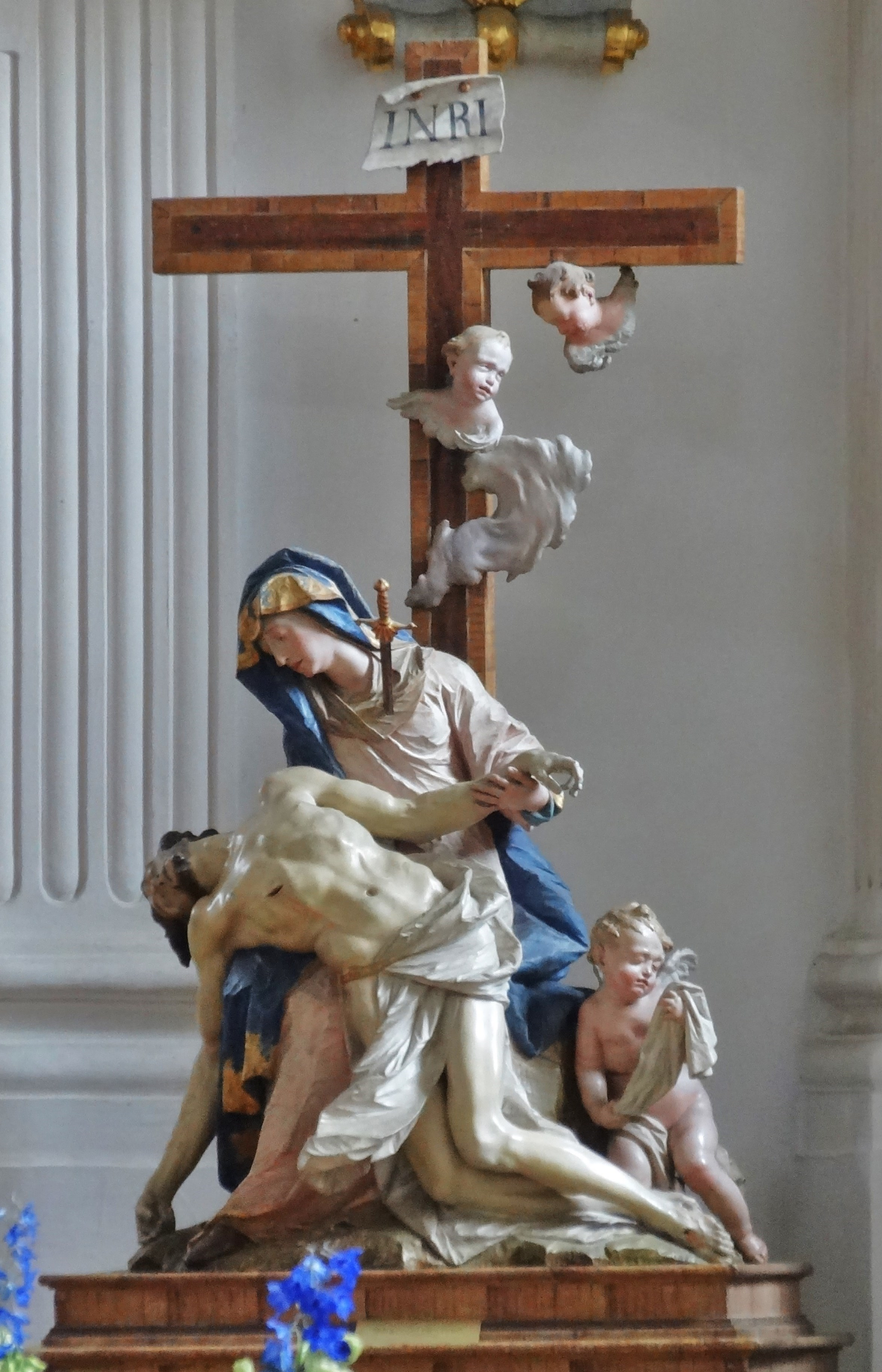
Pietà von Ignaz Günther, 1763.

Die katholische Pfarrkirche St. Peter und Paul ist ein denkmalgeschütztes Kirchengebäude in Weyarn, einer Gemeinde im Landkreis Miesbach (Bayern). Sie war ursprünglich die Stiftskirche des ehemaligen Augustiner-Chorherrenstiftes Weyarn. Die Kirchengemeinde gehört zum Dekanat Miesbach im Erzbistum München und Freising.

## Geschichte
Aus dem Jahr 1133, dem Gründungsjahr des Klosters, ist in der Stiftungsurkunde des Sigebotho folgender Text überliefert, dass jener zur Gründung eines Klosters mit einem eigenen Beamten für den Weinbau zu Ehren der Apostelfürsten Petrus und Paulus hingegeben habe...  Erzbischof Konrad I. von Salzburg war der erste Empfänger der Stiftung. Das Domkapitel hatte das Recht zur Wahlleitung bei Propstwahlen sowie das Präsentationsrecht.
Die dreischiffige Basilika wurde an das Schloss angebaut, das umgeänderte Schloss wurde zum Kloster. Kirche und Kloster brannten 1356 nieder. Unter Propst Heinrich II. wurde die Kirche mit drei Schiffen im Stil der Gotik neu errichtet, an den Chor wurden die Magdalenen- und Nikolauskapelle angebaut. Die Weihe der neuen Kirche erfolgte am 24. Juni 1374. Graf Georg von Waldeck ließ im 14. Jahrhundert in der Georgskapelle eine Grablege für sich anlegen. Die Errichtung des Turms machte im 15. Jahrhundert die Verlegung der Grablege der Stifterfamilie vor die Stufen des Altarraumes erforderlich.
Vom allgemeinen Niedergang der Klöster im 16. Jahrhundert war auch Weyarn betroffen; dieser Zustand änderte sich zu Anfang des 17. Jahrhunderts, während der Amtszeit des Propstes Wolfgang Reiffenstuel (1607–1627). Ihm folgte Propst Valentin Steyrer bis 1659. Danach bestellte der Herzog zwei Administratoren. Der Klosterbesitz wuchs an. 1677 fielen das Seminar, die Bibliothek und die Kirche einem Brand zum Opfer.
Gelasius Harlaß ließ die heutige Kirche von 1687 bis 1693 auf dem Grund der Vorgängerkirche erbauen. Der Papst erteilte ihm das Recht, bei feierlichen Gottesdiensten die Inful zu tragen. Baumeister war der Graubündener Lorenzo Sciasa, geweiht wurde die Kirche am 9. August 1693 durch Weihbischof J. Sigmund Zeller. Nach Beschädigungen in den Jahren 1706 und 1713 während des spanischen Erbfolgekrieges erholte sich das Kloster rasch. Der bayerische Rokoko-Bildhauer Ignaz Hamel schuf Mitte des 18. Jahrhunderts die Ausstattung der Kirche. Zu dieser Zeit stand in der Kirche nur der Hochaltar, die acht Seitenaltäre wurden zwischen 1695 und 1700 hinzugefügt.
Als letzter Propst amtierte von 1765 bis 1803 Rupert Sigl. Das Kloster Weyarn wurde am 19. März 1803 aufgelöst. Nach §§ 35 und 42 des Reichsdeputationshauptschlusses wurde das Inventar versteigert, der Erlös betrug 7.887 fl. Bei der umfassenden Renovierung des Innenraumes von 1974 bis 1980 wurde so weit wie möglich die Fassung des Stuckes nach originalem Farbton wiederhergestellt. In dieser Zeit wurden ebenfalls die Bilder und Fresken gereinigt. Seit 1998 existiert im Kloster Weyarn ein Konvent der Deutschen Brüderprovinz des Deutschen Ordens. Im gleichen Jahr wurde das Kloster zum Hauptsitz der Ordensprovinz (auch Priorat genannt) und der Deutschordenswerke.

## Turm
Von dem Turm des 15. Jahrhunderts, der in der Ecke des Chores steht, ist der untere Teil erhalten. Anfang des 17. Jahrhunderts wurde ein neuer Kirchturm errichtet. 1713 wurde er mit einem zweigeschossigen Achteck erhöht, als Abschluss wurde eine Haubenkuppel gewählt.
Insgesamt befinden sich heute sechs Bronzeglocken im Oktogon. Fünf davon als ausgefülltes Salve Regina Motive mit Disposition cis1 - es1 - f1 - as1 - b1 und eine kleine Sterbeglocke.

## Innenraum
Die ehemalige Augustiner-Chorherrenkirche St. Peter und Paul ist ein tonnengewölbter Wandpfeilersaal mit eingezogenem Chor. Charakteristisch ist besonders die Gliederung des Innenraums durch Wandpfeiler. Diese sind an den Stirnen mit kannelierten korinthischen Pilastern und an den Flanken mit schmalen Pfeilern besetzt. Das Hauptgebälk umzieht den gesamten Innenraum und wirkt als horizontale Raumklammer. Zwischen den Wandpfeilern liegen Kapellen. Sie sind mit Quertonnen gedeckt und nehmen an ihren Ostseiten Altäre auf. Gewölbt ist der Bau mit einer von Gurtbögen gegliederten Stichkappentonne. Eine große Arkade aus Pfeilern und Rundbogen, die als Würdeformel gedeutet werden kann, leitet zum Chor. Dieser besteht aus einem fensterlosen, mit Oratorien ausgestatteten Chorraum und einem lichtdurchfluteten, halbkreisförmig schließenden Altarraum.  

## Ausstattung
Berühmt sind vor allem die Schnitzfiguren von Ignaz Günther (Verkündigung, Pietà, Immaculata). Sie wurden als Tragegruppen für Prozessionen, zu Teilen im Auftrag der örtlichen Rosenkranzbruderschaft, in den Jahren 1755 bis 1765 geschnitzt und von Nikolaus Nepaur farbig gefasst. Darüber hinaus beeindruckt das Kircheninnere durch prächtige Stuckaturen und Fresken, die Johann Baptist Zimmermann im Jahr 1729 schuf.

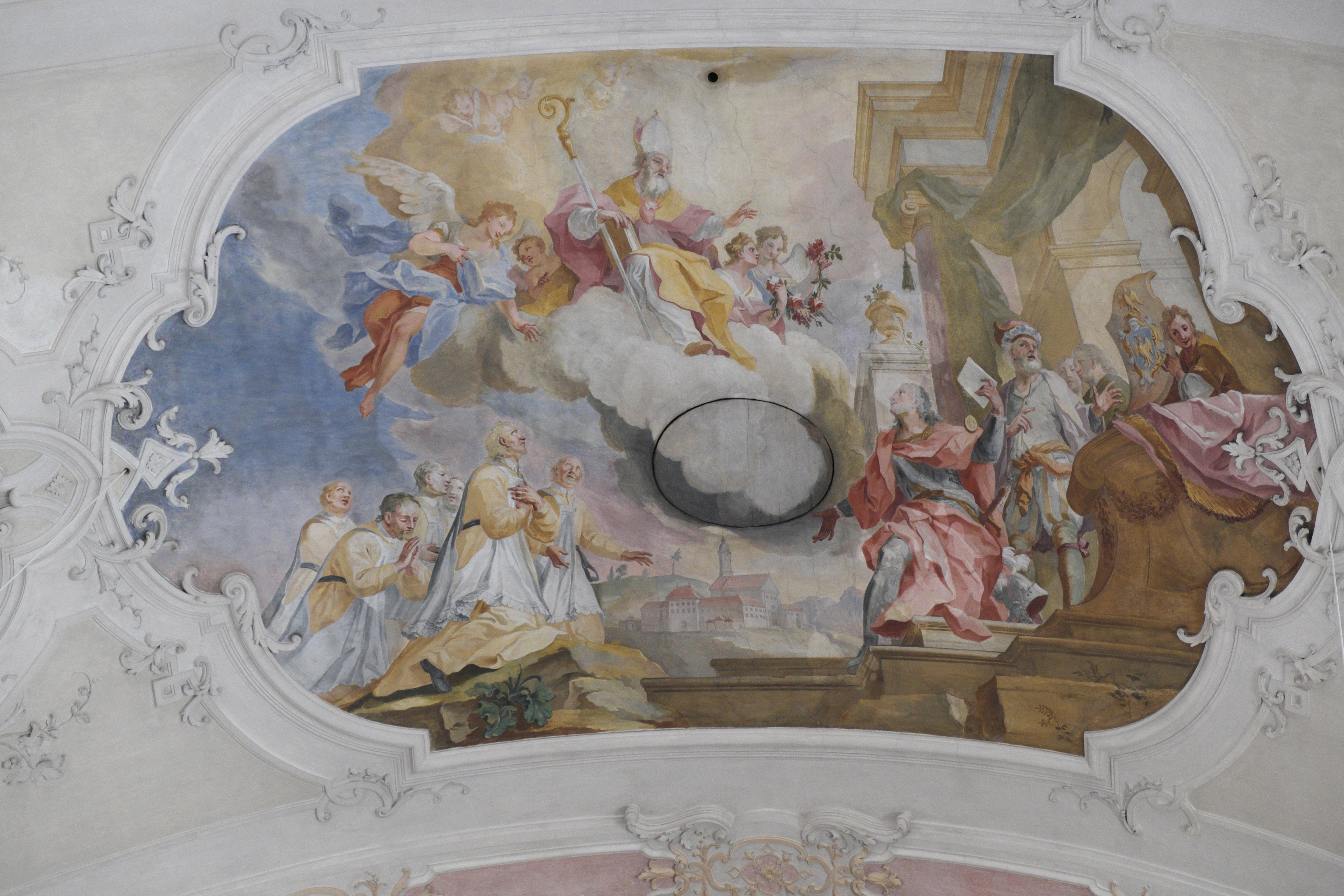
Heiliger Augustinus und Klostergründung
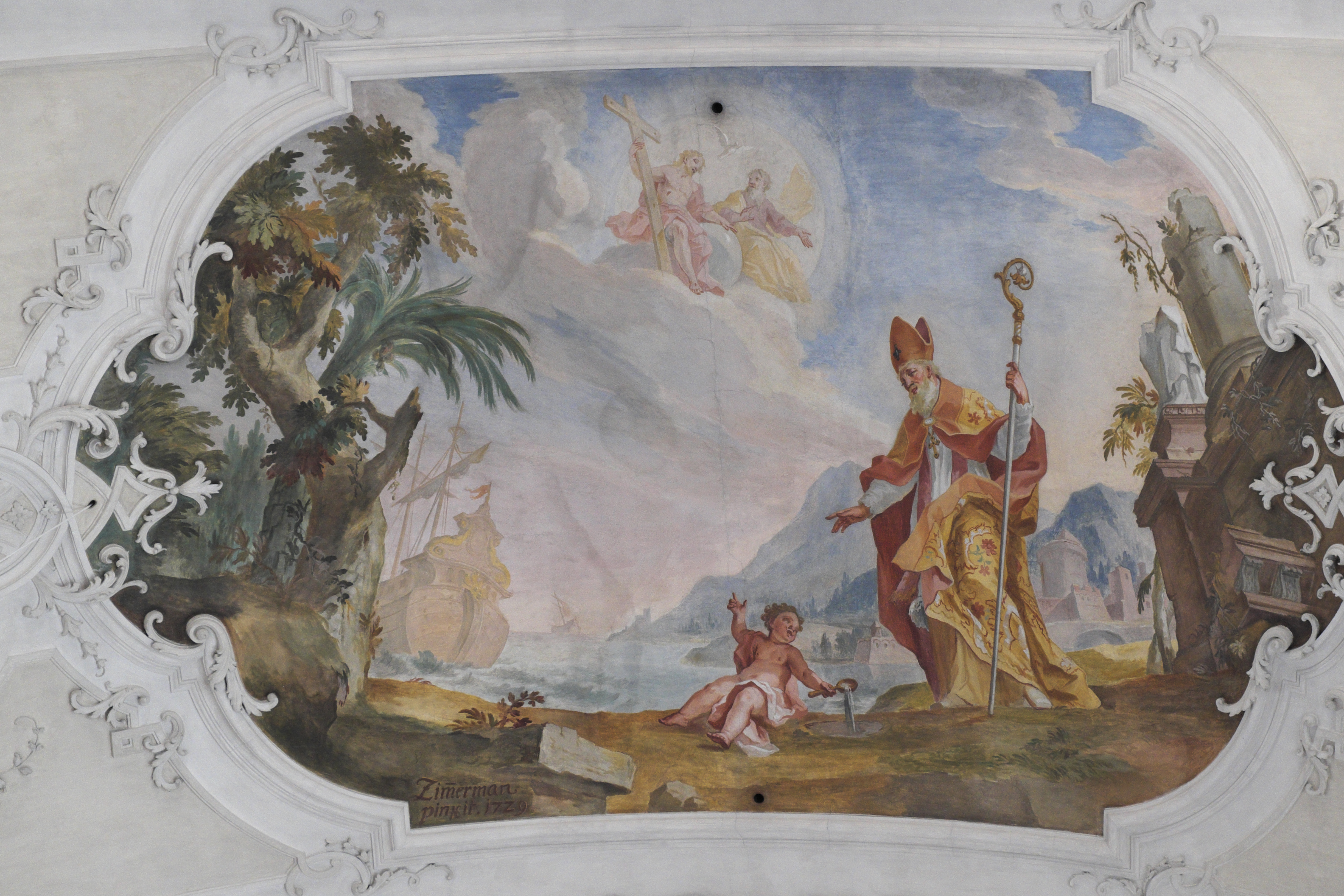
Heiliger Augustinus und Knabe, der das Meer ausschöpft
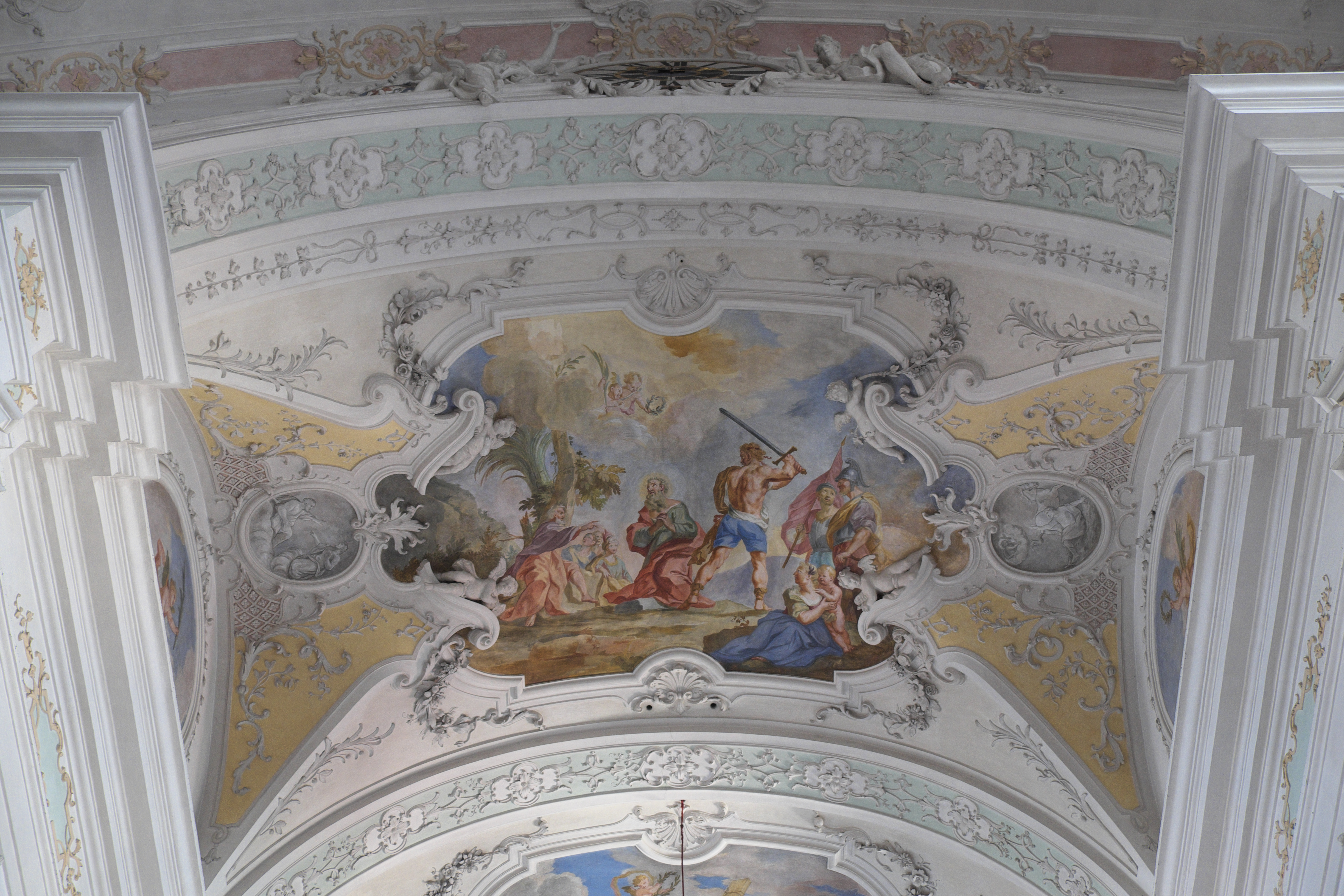
Enthauptung des Apostels Paulus
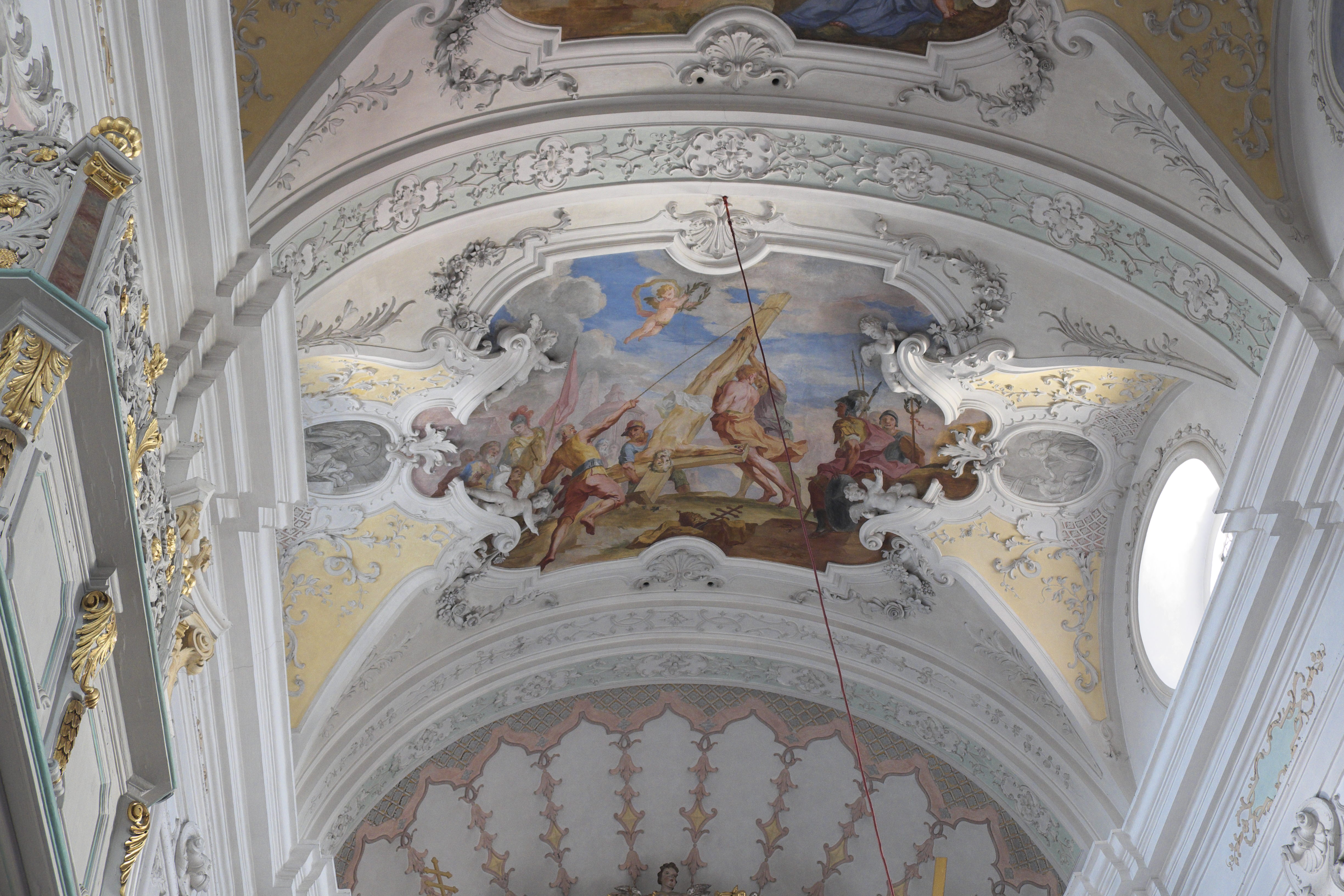
Kreuzigung des Apostels Petrus

## Orgel

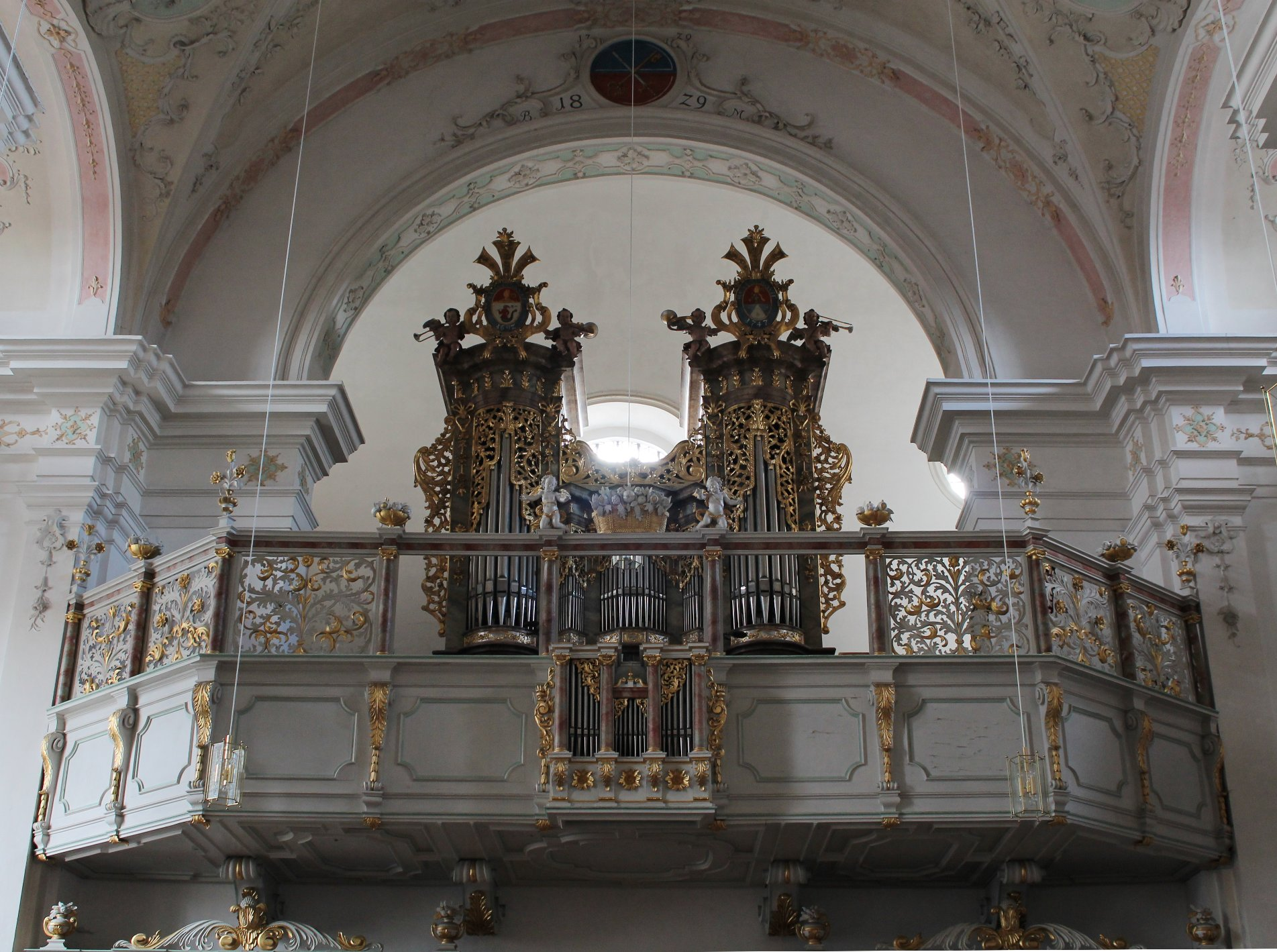
Orgel

Der Orgelprospekt von 1745 konnte bei der Renovierung im Jahr 1913 beibehalten werden. Dabei wurde auf Antrag des Bayerischen Landesamtes für Denkmalpflege das pneumatische Orgelwerk durch ein mechanisches ersetzt. Das neue Orgelwerk wurde nach alten Unterlagen von der Orgelbaufirma Anton Staller aus Grafing gebaut. Die Zahl der Register wurde um fünf auf insgesamt 22 erweitert. Über der Orgel ist die Jahreszahl 1829 zu erkennen, dies deutet auf eine größere Renovierungsmaßnahme hin.